# Karate ai Giochi mondiali 2022 - Kumite 60 maschile
La gara di kumite -60kg maschile di Karate ai Giochi mondiali 2022 si è svolta l'8 luglio 2022 a Birmingham.

## Risultati

### Fase preliminare

#### Pool A
| Pos | Atleta             | G | W | D | L | Score | Pts |
| --- | ------------------ | - | - | - | - | ----- | --- |
| 1   | Ayoub Anis Helassa | 3 | 2 | 0 | 1 | 6–7   | 4   |
| 2   | Angelo Crescenzo   | 3 | 1 | 1 | 1 | 6–2   | 3   |
| 3   | Darkhan Assadilov  | 3 | 1 | 1 | 1 | 5–5   | 3   |
| 4   | Frank Ruiz         | 3 | 1 | 0 | 2 | 5–8   | 2   |

#### Pool B
| Pos | Atleta           | G | W | D | L | Score | Pts |
| --- | ---------------- | - | - | - | - | ----- | --- |
| 1   | Douglas Brose    | 3 | 2 | 1 | 0 | 8–0   | 5   |
| 2   | Abdullah Shaaban | 3 | 2 | 1 | 0 | 7–2   | 5   |
| 3   | Abdelali Jina    | 3 | 1 | 0 | 2 | 5–11  | 2   |
| 4   | Kalvis Kalniņš   | 3 | 0 | 0 | 3 | 5–12  | 0   |

### Fase finale
|  | Semifinali         | Semifinali         | Semifinali    |               |                    | Finale             | Finale            | Finale            |  |
|  |                    |                    |               |               |                    |                    |                   |                   |  |
|  | Ayoub Anis Helassa | Ayoub Anis Helassa | 2             |               |                    |                    |                   |                   |  |
|  | Ayoub Anis Helassa | Ayoub Anis Helassa | 2             |               |                    |                    |                   |                   |  |
|  | Abdullah Shaaban   | Abdullah Shaaban   | 0             |               |                    |                    |                   |                   |  |
|  | Abdullah Shaaban   | Abdullah Shaaban   | 0             |               | Ayoub Anis Helassa | Ayoub Anis Helassa | 4                 |                   |  |
|  |                    |                    |               |               | Ayoub Anis Helassa | Ayoub Anis Helassa | 4                 |                   |  |
|  |                    |                    | Douglas Brose | Douglas Brose | 0                  |                    |                   |                   |  |
|  | Douglas Brose      | Douglas Brose      | Douglas Brose | Douglas Brose | 0                  | 4                  |                   |                   |  |
|  | Douglas Brose      | Douglas Brose      |               |               |                    | 4                  |                   |                   |  |
|  | Angelo Crescenzo   | Angelo Crescenzo   | 2             |               |                    | Finalina 3º posto  | Finalina 3º posto | Finalina 3º posto |  |
|  | Angelo Crescenzo   | Angelo Crescenzo   | 2             |               |                    |                    |                   |                   |  |
|  |                    |                    |               |               |                    |                    |                   |                   |  |
|  |                    |                    |               |               |                    | Abdullah Shaaban   | Abdullah Shaaban  | 1                 |  |
|  |                    |                    |               |               |                    | Abdullah Shaaban   | Abdullah Shaaban  | 1                 |  |
|  |                    |                    |               |               |                    | Angelo Crescenzo   | Angelo Crescenzo  | 1                 |  |